# Gelegenheitsarbeit einer Sklavin
Gelegenheitsarbeit einer Sklavin (Trabalhos ocasionais de uma escrava, título no Brasil), é um filme de 1973 do realizador alemão Alexander Kluge.

## Sinopse
A enfermeira Roswitha Bronski (Alexandra Kluge) é casada com o químico Franz Bronski (Bion Steinborn), com quem teve três filhos. Como o marido apenas estuda, com a intenção de ser um novo gênio da química, Roswitha tem de sustentar a família realizando abortos numa clínica clandestina. Tendo de enfrentar a indiferença do marido, que a considera intelectualmente inferior, a hostilidade aberta de médicos como o Dr. Genée (Traugott Buhre) e uma dupla jornada massacrante, Roswitha recebe mais um duro golpe quando sua clínica é fechada pela polícia. É então que começa a sua jornada para se redefinir enquanto mãe, esposa e membro de uma sociedade ameaçada por uma precoce globalização.

## Elenco
- Roswitha Bronski: Alexandra Kluge
- Franz Bronski: Bion Steinborn
- Sylvia: Sylvia Gartmann
- Dr. Genée: Traugott Buhre
- Sra. Willek: Ursula Birichs
- Chefe de segurança da fábrica: Alfred Edel